# José Daniel Valencia
José Daniel Valencia est un footballeur argentin né le 3 octobre 1955 à San Salvador de Jujuy. Il évoluait au poste de milieu de terrain.
Il a remporté la Coupe du monde 1978 avec l'équipe d'Argentine.

## Carrière
| Saison    | Club                         | Matches | Buts |
| --------- | ---------------------------- | ------- | ---- |
| 1973-1974 | Gimnasia Jujuy               | 5       | 1    |
| 1975-1985 | Club Atlético Talleres       | 274     | 29   |
| 1986      | LDU Portoviejo               | 26      | 1    |
| 1986-1988 | Club Atlético Talleres       | -       | -    |
| 1988      | Guaraní Antonio Franco       | -       | -    |
| 1989      | CA Rosario Central           | 0       | 0    |
| 1989-1990 | Jorge Wilstermann Cochabamba | 26      | 0    |
| 1991-1993 | San José Oruro               | 78      | 6    |

## Sélections
- 41 sélections et 5 buts avec l'équipe d'Argentine de football de 1975 à 1982.